# ワンダーランド殺人事件
ワンダーランド殺人事件（ワンダーランドさつじんじけん） Wonderland Murders（別名Four on the Floor、またはLaurel Canyon Murders）は、1981年ロサンゼルスにおいてドラッグが絡んだ陰謀により、4人が殺害された事件。
ポルノ映画スター、ジョン・ホームズが関与し、実業家で麻薬ディーラーのエディ・ナッシュ (Eddie Nash) が首謀者とされた。

## 概要
ワンダーランド・ギャング (Wonderland Gang) は、ロサンゼルス・ローレルキャニオンのワンダーランド・アベニュー8763にある借家に住んでいた3人の人物を中心に形成された。ジョイ・オードリー・ゴールド・ミラー、ウィリアム・R・ デヴェレル（ミラーとデヴェレルはカップルだった）とリーダーのロナルド・ローニアスである。3人全員が薬物使用と麻薬取引に関与していた。
1981年6月28日、彼らは他の2人の共犯者デイヴィッド・リンド、トレイシー・マコート、そして巨大なペニスの持ち主として著名なポルノスターであり、彼らから麻薬を購入していたジョン・ホームズに会っていた。ホームズは当時コカイン漬けになっており、多額の借金返済のためギャングの運び屋もしていたが、託された品物を使い込んでしまったため、ローニアスに殴打され激しく詰め寄られていた。ホームズは苦し紛れに麻薬を大量に所持している屋敷に手引きすると申し入れた。ホームズの提案に従い、彼らはエディ・ナッシュ（別名アデル・ナスララー）の家から麻薬を強奪する計画を立てた。ホームズ（ナッシュはホームズを知っていて、好意を持っていた。またホームズは彼の運び屋もしていた。）は、表向きは麻薬を買うためにナッシュの家を訪問し、屋内を偵察して裏口の錠を開けておいた。そしてギャングのもとに戻って報告した。
翌6月29日の朝、デヴェレル、ローニアス、リンド、マコートは、ナッシュの家に向かった。マコートが盗難車であるフォード グラナダに残り、他の3人は鍵のかかっていない裏口から侵入した。彼らは驚くナッシュと同居しているボディガード（グレゴリー・デウィット・ダイルズ）を捕獲し、手錠をかけた。彼らはナッシュとダイルズを殺すと脅迫し、金、麻薬、宝石を奪った。一味は金品を山分けするために（ホームズとマコートの分け前は少なかった）ワンダーランドに戻った。
ナッシュはホームズが関与していると踏んで、ダイルズにホームズを連れてくるよう命令した。ホームズはハリウッドの通りで発見され、ナッシュ邸から強奪されたリングの1つを身に付けていた。ナッシュは強盗の名を白状するまで、ダイルズにホームズを痛め付けさせた。この光景はリベラーチェのボーイフレンドであり、ナッシュの家で麻薬を受け取っていたスコット・ソーソンに目撃されている。
7月1日早朝、強盗事件の2日後に、ワンダーランド・アベニュー8763の家は襲撃された。ミラー、デヴェレル、ローニアスは在宅しており、ローニアスの妻スーザンとリンドのガールフレンド、バーバラ・リチャードスンも一緒だった。5人全員が、溝のある鋼管で執拗に殴られた。スーザン・ローニアスは重傷ながらも生き残ったが、他の4人は殺害された。殺人現場にはジョン・ホームズの指紋が残されていたが、彼が殺害に参加したかどうかは定かではない。
法廷での証言によると、デイヴィッド・リンドはサンフェルナンドヴァレーモーテルで、売春婦とドラッグをやりながら夜を過ごしていたため生き残った。殺人が報道された直後、リンドは警察に通報してナッシュとホームズへの疑惑を申し立て、初動捜査のきっかけを与えた。

## 捜査と裁判
捜査の指揮をとったのはロサンゼルス市警察の刑事、トム・レンジとロバート・スーザだった。トム・レンジは13年後にO・J・シンプソン事件の捜査も担当した。
警察は事件の直後にナッシュの家を捜索した。100万ドル以上のコカインが発見され、ナッシュは2年の懲役刑を受けた。
ホームズは、殺人犯として告発された。検察官（地方検事ロン・コーエン）は、ホームズがナッシュ邸強盗事件の際、盗品の分け前が少なかったため、ワンダーランド・ギャングを裏切り、自発的な共犯者になったと申し立てた。対してホームズの法廷指定弁護団のアール・ハンソンとミッチェル・エガーズは、彼が真犯人によって意志に反して、強制的に現場に連れてこられた犠牲者の1人であるとして、巧みに弁護した。ホームズは、1982年6月16日に無罪となった。しかし証言を拒否し、当局に非協力的な態度を取り続けたため（ホームズはナッシュの報復を恐れていた）法廷侮辱罪に問われ、短期間を刑務所で過ごした。
1990年、ナッシュは殺人を計画したとして、またダイルズは殺人に加担したとして州裁判所で起訴された。ソーソンは彼らに不利な証言をしたが、裁判は11対1の評決不能で審議を終えた。1991年の2審は無罪判決となった。ダイルズは1995年に死去した。
2000年、地方・連邦当局の4年間の共同捜査の後、ナッシュは逮捕され、組織犯罪懲罰的損害賠償請求法（RICO法）のもと麻薬取引、マネー・ロンダリング、ワンダーランド殺人事件の計画実行、1審の陪審員の1人を買収しようとした容疑で起訴された。ナッシュは既に70代になり、肺気腫やその他の持病に苦しんでいたため、2001年9月に司法取引に同意した。彼は初審で唯一の反対意見者だった若い女性の陪審員に、50,000ドルの贈賄をしたことを認めた。またRICO告訴とマネーロンダリングの罪も認め、奪われた金品をワンダーランド邸から取り戻すよう命令したことも認めた。結果としてそれは傷害致死事件を引き起したが、それでも彼は殺人を指示したことは否定した。ナッシュは4年半の禁固刑と250,000ドルの罰金刑を受けた。

## 関係者の証言
事件に直接・間接に関わった複数の人物が、様々な証言をしているが、人によってその内容は大きく異なる。
- レンジとスーザの著書『Four on the Floor: Laurel Canyon Murders 』におけるレンジの見解では、ホームズはローニアスを毛嫌いしており、恐れていたため、彼の殺害には直接加わっていた筈である。ローニアスのベッドの横板にホームズの指紋が残されていたのが何よりの証拠である。
- ホームズのマネージャーであり、兄貴分であり、親友でもあったビル・アマーソンによれば、事件後の朝、アマーソンの家に血まみれで訪れたホームズは、彼がナッシュの雇った殺し屋を伴ってワンダーランドを訪れた時には、既にスーザン・ローニアスを除く4人は死んでいたと語った。アマーソンが後にある殺し屋（彼もまたギャングの襲撃を依頼されていたという）に聞いたところでは、ギャングを襲撃する計画をたてていたグループは複数あり、その内真っ先にギャング邸を襲ったのは、ローニアスにだまされた麻薬ディーラーの2人組である。
- レンジとスーザがその麻薬ディーラーの2人組を取り調べたところ、2人が現場に到着したのは既に事件が起こった後であった。2人はまだ息のあったスーザン・ローニアスを強姦したのみで立ち去ったと証言している。
- ホームズは1988年3月13日、ロサンゼルスのVA・メディカルセンターで、エイズにより死去した。彼の死後、最初の妻シャロンは次のように語った。事件後の早朝、ホームズが服に返り血を浴びて彼女の家に現れ、ナッシュの手下3人と現場に行き、強制的に殺害の模様を見せつけられたと話した。彼は風呂を借りた後、モーテルで女と待ち合わせていると言って立ち去った。

## 書籍と映画
1997年の映画『ブギーナイツ』はジョン・ホームズの実人生といくつかのエピソードに部分的に基づいている。ワンダーランド殺人事件は2003年の映画『ワンダーランド』で映像化された。ジョン・"ジョニー・ワッド"・ホームズをヴァル・キルマーが演じた。
ここで記述されている出来事のいくつかは、ジョン・ホームズの自伝『Porn King: The Autobiography of John C. Holmes 』(1998年 ISBN 978-1880047699) を参考にしている。2005年の書籍『Long Time Money and Lots of Cocaine 』には、ホームズの1982年2月の予審の完全な筆記録が掲載されている。ワンダーランド殺人事件とジョン・ホームズの生死に関しては、ジョン・ギルモア (John Gilmore) の2005年の著書『L.A. Despair: A Landscape of Crimes & Bad Times 』(ISBN 978-1878923165) に詳しい。